# EHF Champions League 2003/04
An der EHF Champions League 2003/04 nahmen 37 Handball-Vereinsmannschaften teil, die sich in der vorangegangenen Saison in ihren Heimatligen für den Wettbewerb qualifiziert hatten. Es war die 44. Austragung der EHF Champions League bzw. des Europapokals der Landesmeister. Titelverteidiger war der französische Verein Montpellier HB. Die Pokalspiele begannen am 12. September 2003, das zweite Finalspiel fand am 24. April 2004 statt. Im Finale konnte sich RK Celje gegen SG Flensburg-Handewitt durchsetzen.

## Modus
In dieser Saison spielten in der Gruppenphase erstmals insgesamt 32 Mannschaften in acht Gruppen, daher gab es nur noch eine Qualifikationsrunde im K.-o.-System mit Hin- und Rückspiel. Die Sieger aus der Qualifikationsrunde zogen in die Gruppenphase ein und die Verlierer in die zweite Runde des EHF-Pokals 2003/04. In der Gruppenphase mit acht Gruppen mit je vier Mannschaften, spielte in der Gruppe jeder gegen jeden ein Hin- und Rückspiel. Die jeweils zwei Gruppenbesten erreichten das neu eingeführte Achtelfinale und die acht Gruppendritten spielten im Achtelfinale des Europapokals der Pokalsieger 2003/04. Ab dem Achtelfinale wurde im K.-o.-System mit Hin- und Rückspiel gespielt. Der Gewinner des Finales war EHF Champions-League-Sieger der Saison 2003/04.

## Qualifikation
Die Hinspiele fanden am 12./13. September 2003 statt. Die Rückspiele fanden am 20./21. September 2003 statt. Eine Ausnahme waren die Begegnungen zwischen HC Granitas Kaunas und Filippos Verias, die am 19. und 21. September 2003 in Veria stattfanden.
|                      | Gesamt |                           | Hinspiel | Rückspiel |
| -------------------- | ------ | ------------------------- | -------- | --------- |
| HC Hard              | 61:43  | Arkatron Minsk            | 35:17    | 26:26     |
| HV Aalsmeer          | 57:64  | RK Bosna Sarajevo         | 21:29    | 36:35     |
| HC Granitas Kaunas   | 46:58  | Filippos Verias           | 26:33    | 20:25     |
| Haukar Hafnarfjörður | 57:47  | CD de São Bernardo-Aveiro | 37:23    | 20:24     |
| HC Tongeren          | 46:61  | MŠK Považská Bystrica     | 25:26    | 21:35     |

## Gruppenphase
Die Auslosung der Gruppen fand am 15. Juli 2003 statt. Die Gruppenphase wurde zwischen dem 11. Oktober 2003 und dem 30. November 2003 ausgespielt.
Als Kuriosum kann der Verlauf der Vorrundengruppe E festgehalten werden. Hier gab es ausschließlich Heimsiege, so dass letztlich alle vier Mannschaften punktgleich waren und die Tordifferenz entscheiden musste.

### Gruppen
| Gruppe A AS Conversano 2003 BM Ciudad Real ZTR Saporischschja TBV Lemgo | Gruppe B FC Barcelona Haukar Hafnarfjörður SC Magdeburg Vardar Skopje          | Gruppe C ASKI Ankara KIF Kolding Prule 67 Ljubljana RK Partizan Belgrad | Gruppe D Ademar León Medwedi Tschechow Montpellier HB HC Hard             |
| Gruppe E Filippos Verias RK Zagreb Sandefjord TIF SC Szeged             | Gruppe F MŠK Považská Bystrica Redbergslids IK RK Celje SG Flensburg-Handewitt | Gruppe G KC Veszprém KS Vive Kielce HC Bosna Sarajevo Skjern Handball   | Gruppe H Chambéry Savoie HB HC Baník Karviná Pfadi Winterthur RK Metković |

### Gruppe A
| Pl. | Mannschaft         | Sp. | S | U | N | Tore      | Diff. | Punkte |
| --- | ------------------ | --- | - | - | - | --------- | ----- | ------ |
| 1.  | TBV Lemgo          | 6   | 4 | 2 | 0 | 0196:1570 | +39   | 10     |
| 2.  | BM Ciudad Real     | 6   | 4 | 1 | 1 | 0187:1450 | +42   | 9      |
| 3.  | ZTR Saporischschja | 6   | 2 | 1 | 3 | 0161:1450 | +16   | 5      |
| 4.  | AS Conversano      | 6   | 0 | 0 | 6 | 0118:2150 | −97   | 0      |

### Gruppe B
| Pl. | Mannschaft           | Sp. | S | U | N | Tore      | Diff. | Punkte |
| --- | -------------------- | --- | - | - | - | --------- | ----- | ------ |
| 1.  | SC Magdeburg         | 6   | 5 | 0 | 1 | 0192:1760 | +16   | 10     |
| 2.  | FC Barcelona         | 6   | 4 | 1 | 1 | 0203:1520 | +51   | 9      |
| 3.  | Haukar Hafnarfjörður | 6   | 2 | 1 | 3 | 0179:1930 | −14   | 5      |
| 4.  | Vardar Skopje        | 6   | 0 | 0 | 6 | 0157:2100 | −53   | 0      |

### Gruppe C
| Pl. | Mannschaft          | Sp. | S | U | N | Tore      | Diff. | Punkte |
| --- | ------------------- | --- | - | - | - | --------- | ----- | ------ |
| 1.  | KIF Kolding         | 6   | 4 | 1 | 1 | 0204:1720 | +32   | 9      |
| 2.  | Prule 67 Ljubljana  | 6   | 4 | 1 | 1 | 0181:1780 | +3    | 9      |
| 3.  | RK Partizan Belgrad | 6   | 1 | 1 | 4 | 0179:1940 | −15   | 3      |
| 4.  | ASKI Ankara         | 6   | 1 | 1 | 4 | 0163:1830 | −20   | 3      |

### Gruppe D
| Pl. | Mannschaft        | Sp. | S | U | N | Tore      | Diff. | Punkte |
| --- | ----------------- | --- | - | - | - | --------- | ----- | ------ |
| 1.  | Montpellier HB    | 6   | 5 | 0 | 1 | 0167:1440 | +23   | 10     |
| 2.  | Ademar León       | 6   | 4 | 0 | 2 | 0179:1610 | +18   | 8      |
| 3.  | Medwedi Tschechow | 6   | 3 | 0 | 3 | 0166:1650 | +1    | 6      |
| 4.  | HC Hard           | 6   | 0 | 0 | 6 | 0138:1800 | −42   | 0      |

### Gruppe E
| Pl. | Mannschaft      | Sp. | S | U | N | Tore      | Diff. | Punkte |
| --- | --------------- | --- | - | - | - | --------- | ----- | ------ |
| 1.  | RK Zagreb       | 6   | 3 | 0 | 3 | 0159:1440 | +15   | 6      |
| 2.  | SC Szeged       | 6   | 3 | 0 | 3 | 0160:1540 | +6    | 6      |
| 3.  | Sandefjord TIF  | 6   | 3 | 0 | 3 | 0149:1570 | −8    | 6      |
| 4.  | Filippos Verias | 6   | 3 | 0 | 3 | 0154:1670 | −13   | 6      |

### Gruppe F
| Pl. | Mannschaft             | Sp. | S | U | N | Tore      | Diff. | Punkte |
| --- | ---------------------- | --- | - | - | - | --------- | ----- | ------ |
| 1.  | RK Celje               | 6   | 5 | 1 | 0 | 0196:1610 | +35   | 11     |
| 2.  | SG Flensburg-Handewitt | 6   | 4 | 1 | 1 | 0211:1810 | +30   | 9      |
| 3.  | Redbergslids IK        | 6   | 2 | 0 | 4 | 0179:1860 | −7    | 4      |
| 4.  | MŠK Považská Bystrica  | 6   | 0 | 0 | 6 | 0163:2210 | −58   | 0      |

### Gruppe G
| Pl. | Mannschaft        | Sp. | S | U | N | Tore      | Diff. | Punkte |
| --- | ----------------- | --- | - | - | - | --------- | ----- | ------ |
| 1.  | KC Veszprém       | 6   | 6 | 0 | 0 | 0197:1560 | +41   | 12     |
| 2.  | Skjern Handball   | 6   | 2 | 1 | 3 | 0151:1530 | −2    | 5      |
| 3.  | KS Kielce         | 6   | 2 | 1 | 3 | 0159:1770 | −18   | 5      |
| 4.  | HC Bosna Sarajevo | 6   | 1 | 0 | 5 | 0151:1720 | −21   | 2      |

### Gruppe H
| Pl. | Mannschaft         | Sp. | S | U | N | Tore      | Diff. | Punkte |
| --- | ------------------ | --- | - | - | - | --------- | ----- | ------ |
| 1.  | Chambéry Savoie HB | 6   | 6 | 0 | 0 | 0185:1570 | +28   | 12     |
| 2.  | Pfadi Winterthur   | 6   | 2 | 1 | 3 | 0192:1780 | +14   | 5      |
| 3.  | HC Baník Karviná   | 6   | 2 | 0 | 4 | 0180:1940 | −14   | 4      |
| 4.  | RK Metković        | 6   | 1 | 1 | 4 | 0156:1840 | −28   | 3      |

## Achtelfinals
Die Hinspiele fanden am 13./14. Dezember 2003 statt, die Rückspiele am 20./21. Dezember 2003.
|                        | Gesamt  |                    | Hinspiel | Rückspiel |
| ---------------------- | ------- | ------------------ | -------- | --------- |
| BM Ciudad Real         | 69:60   | Chambéry Savoie HB | 36:28    | 33:32     |
| Skjern Handball        | 54:59   | SC Magdeburg       | 30:25    | 24:34     |
| Ademar León            | 59:59 † | RK Celje           | 38:25    | 21:34     |
| SG Flensburg-Handewitt | 67:49   | Kolding KIF        | 34:29    | 33:20     |
| SC Szeged              | 55:49   | Montpellier HB     | 29:22    | 26:27     |
| Pfadi Winterthur       | 56:61   | RK Zagreb          | 32:29    | 24:32     |
| Prule 67 Ljubljana     | 55:60   | TBV Lemgo          | 28:28    | 27:32     |
| FC Barcelona           | 59:60   | KC Veszprém        | 33:29    | 26:31     |

## Viertelfinals
Die Hinspiele fanden am 14/15. Februar 2004 statt, die Rückspiele am 21./22. Februar 2004.
|                        | Gesamt |              | Hinspiel | Rückspiel |
| ---------------------- | ------ | ------------ | -------- | --------- |
| SG Flensburg-Handewitt | 58:53  | RK Zagreb    | 30:27    | 28:26     |
| SC Szeged              | 54:59  | SC Magdeburg | 30:31    | 24:28     |
| RK Celje               | 60:53  | TBV Lemgo    | 32:25    | 28:28     |
| BM Ciudad Real         | 61:49  | KC Veszprém  | 33:24    | 28:25     |

## Halbfinals
Die Hinspiele fanden am 13./14. März 2004 statt, die Rückspiele am 20./21. März 2004.
|                        | Gesamt  |              | Hinspiel | Rückspiel |
| ---------------------- | ------- | ------------ | -------- | --------- |
| BM Ciudad Real         | 67:70   | RK Celje     | 35:36    | 32:34     |
| SG Flensburg-Handewitt | 56:56 ‡ | SC Magdeburg | 30:20    | 26:36     |

## Finale
Das Hinspiel fand am 18. April 2004 in Celje statt und das Rückspiel am 24. April 2004 in Flensburg. Mit seinem ersten Titelgewinn stand RK Celje einem Triple der SG Flensburg-Handewitt im Weg.
|          | Gesamt |                        | Hinspiel | Rückspiel |
| -------- | ------ | ---------------------- | -------- | --------- |
| RK Celje | 62:58  | SG Flensburg-Handewitt | 34:28    | 28:30     |

## Statistiken

### Torschützenliste
Die Torschützenliste zeigt die zehn besten Torschützen in der EHF Champions League 2003/04.
Zu sehen sind die Nation des Spielers, der Name, die Position, der Verein, die gespielten Spiele, die Tore und der Tordurchschnitt pro Spiel.
Der Erstplatzierte ist Torschützenkönig der EHF Champions League 2003/04.
| Pl. | Nation      | Spieler            | Pos. | Verein                 | Sp. | Tore | Ø    |
| --- | ----------- | ------------------ | ---- | ---------------------- | --- | ---- | ---- |
| 1.  | Slowenien   | Siarhei Rutenka    | (RL) | RK Celje               | 10  | 73   | 7,3  |
| 2.  | Russland    | Eduard Kokscharow  | (LA) | RK Celje               | 10  | 66   | 6,6  |
| 3.  | Deutschland | Stefan Kretzschmar | (LA) | SC Magdeburg           | 8   | 64   | 8,0  |
| 4.  | Polen       | Karol Bielecki     | (RL) | KS Vive Kielce         | 6   | 62   | 10,3 |
| 5.  | Frankreich  | Stéphane Stoecklin | (RR) | Chambéry Savoie HB     | 7   | 62   | 8,9  |
| 6.  | Schweiz     | Manuel Liniger     | (LA) | Pfadi Winterthur       | 8   | 60   | 7,5  |
|     | Kroatien    | Vedran Zrnić       | (RA) | Prule 67 Ljubljana     | 8   | 60   | 7,5  |
| 8.  | Danemark    | Søren Stryger      | (RA) | SG Flensburg-Handewitt | 10  | 59   | 5,9  |
| 9.  | Slowenien   | Renato Vugrinec    | (RR) | RK Celje               | 10  | 58   | 5,8  |
| 10. | Danemark    | Boris Schnuchel    | (LA) | KIF Kolding            | 8   | 54   | 6,8  |